# Ganacker

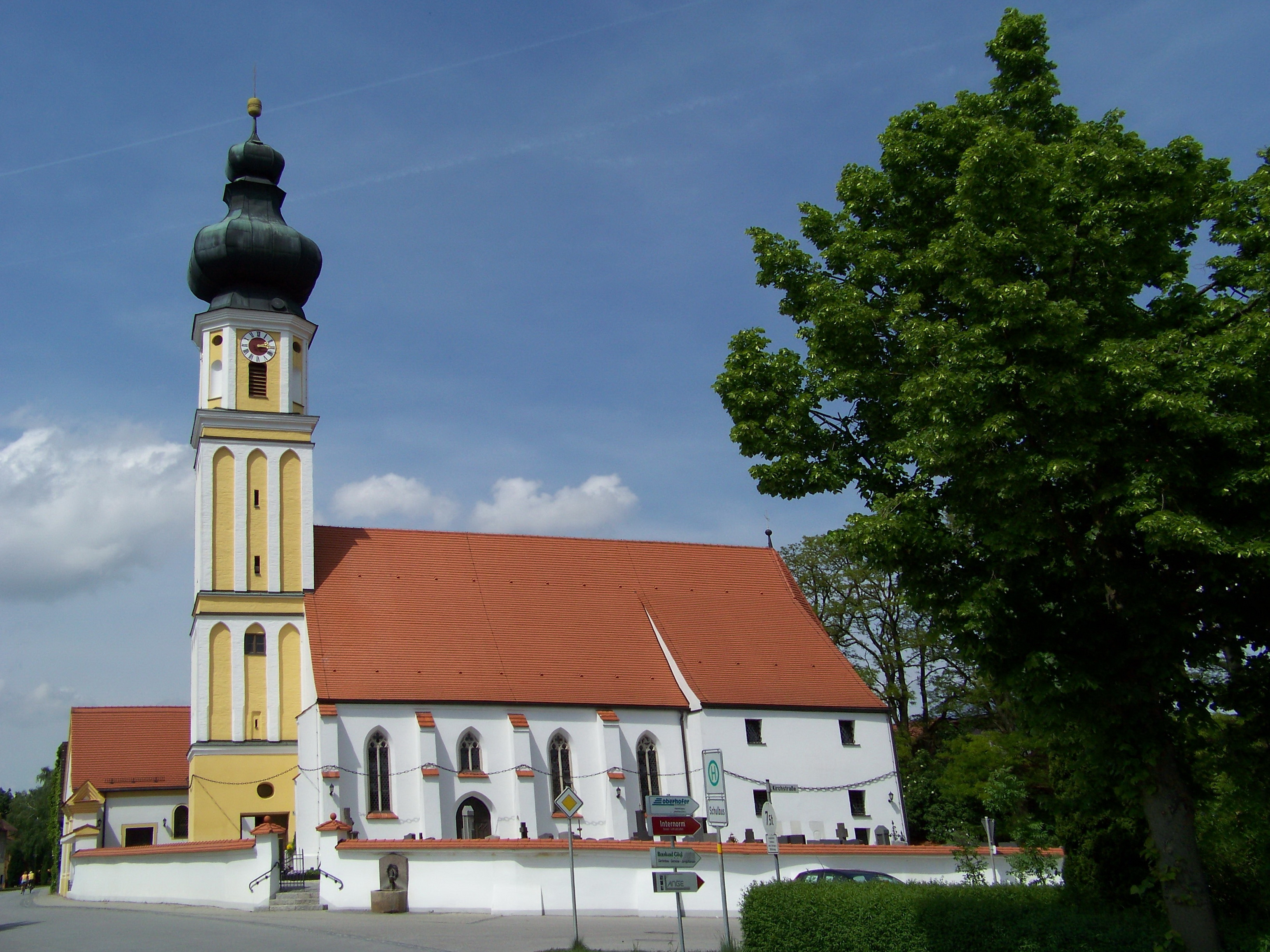
Die Benefiziumskirche St. Leonhard

Ganacker ist ein Gemeindeteil des Marktes Pilsting im niederbayerischen Landkreis Dingolfing-Landau. Bis 1972 bildete es eine selbstständige Gemeinde.

## Lage
Das Pfarrdorf Ganacker liegt am Eintritt des Isartals in den Gäuboden an der Staatsstraße 2074 zwischen Pilsting im Südwesten und Wallersdorf im Nordosten. Die Bundesautobahn 92 und die Bundesstraße 20 verlaufen in der Nähe. Die benachbarten Orte des Dorfes sind im Uhrzeigersinn von Norden beginnend Haidenkofen, Haidlfing, Wallersdorf, Frammeringermoos, Moosmühle, Peigen, Pilsting, Oberndorf, Wirnsing und Gosselding.

## Geschichte
In den Überlieferungen von Kloster Ebersberg erscheint zuerst um 1040 ein Routprecht de Gowinacheren. Der Ortsname bedeutet „Acker des Gawo“. Die jetzige Schreibweise findet sich erst ab 1819.
In den folgenden Jahrhunderten treten als Grundherren mehrere Klöster, vor allem das Kloster Rohr, aber auch einige adelige Herrschaften wie die Waller zu Wildthurn auf. Ganacker bildete ein Amt und eine Obmannschaft des Landgerichtes Landau an der Isar. Zu Beginn des 19. Jahrhunderts entstanden der Steuerdistrikt und daraus die Gemeinde Ganacker.
Ganacker war ein Wallfahrtsort zum Viehpatron St. Leonhard. Anstelle eines Leonhardiritts pflegten die Bauern das Ritual des „Rösslopfers“: Mit eisernen Ross- und Kuhfiguren, die sie je nach Anzahl ihres echten Viehs aus einer in der Kirche bereitgestellten Kiste nahmen, umschritten sie den Altar und warfen anschließend Geld in den Opferstock. Eine derartige Tierfigur zierte zudem ab 1964 offiziell das Wappen der ehemaligen Gemeinde Ganacker.
Das KZ-Außenlager Ganacker befand sich östlich des Ortes beim Flugplatz Landau-Ganacker, wo für den Bau einer neuen Startbahn die Häftlinge eingesetzt wurden.  Vom 2. März 1945 bis zum 23. April 1945 kamen 138 Häftlinge im KZ-Außenlager um. Dann begann die „Räumung“ des Lagers, und der anschließende Todesmarsch Richtung Süden kostete zahlreichen Häftlingen noch in den letzten Kriegstagen das Leben. Heute erinnert eine Gedenkstätte an das ehemalige KZ-Außenlager.
Die Gemeinde Ganacker gehörte zum Landkreis Landau und wurde am 1. Januar 1972 im Zuge der Gebietsreform ohne den Ortsteil Moos in den Markt Pilsting eingemeindet. Der Ortsteil Moos, eine Gruppe von Einöden an der südlichen Gemeindegrenze, wurde nach Landau an der Isar eingegliedert.

## Sehenswürdigkeiten
- Benefiziumskirche St. Leonhard. Der spätgotische Bau stammt aus der Mitte des 15. Jahrhunderts. Die Sakristei wurde 1679 erbaut, der Turm erhielt seine jetzige Form 1750 bis 1752. Eine Eisenkette umschließt in einer Länge von fast 100 Metern das Kirchengebäude (sog. „Kettenkirche“). Die Einrichtung der Kirche ist neugotisch, nur die Leonhardi-Figur und das Leonhardi-Relief stammen vom früheren gotischen Hochaltar aus der Zeit um 1480. An der Südwand im südlichen Seitenschiff ist der rotmarmorne Grabstein des Kaplans Erasimus Heyndl vom Jahre 1477 zu sehen.
- Friedhofskapelle. Sie wurde 1700 bis 1703 vom Landauer Kirchenbaumeister Dominik Magzin errichtet. Die kleine Rechteckanlage hat eine Flachdecke, einen spitzen Dachreiter und einen Hochaltar aus der Zeit zwischen 1720/1730.

## Vereine
- CSU-Ortsverband Ganacker
- Freiwillige Feuerwehr Ganacker. Sie wurde 1876 gegründet.
- Jagdgenossenschaft Ganacker
- Katholischer Frauenbund Ganacker
- Krieger- und Soldatenkameradschaft Ganacker
- Kultur und Förderverein e.V.
- Landfrauen Ganacker
- Landjugend Ganacker
- Obst- und Gartenbauverein Ganacker
- Sportverein Ganacker
- Tennis-Club Ganacker e.V.
- Radfahrer-Verein Wanderlust Ganacker. Er wurde 1904 gegründet.